# Wrexham AFC
Wrexham AFC är en walesisk professionell fotbollsklubb i Wrexham, grundad 1864. Hemmamatcherna spelas på Racecourse Ground. Smeknamnet är The Red Dragons eller The Robins.

## Historia
Wrexham AFC grundades under ett möte på Turf Hotel den 28 september 1864 av medlemmar i Wrexham Cricket Club. Klubben är därmed den tredje äldsta professionella fotbollsklubben i världen.
Säsongen 1877/78 startade Football Association of Wales (FAW) Welsh Cup och Wrexham vann finalen mot Druids med 1–0. Pokalen fick man året därpå på grund av FAW:s dåliga ekonomi. Man har vunnit cupen 23 gånger, vilket är rekord, och varit i final ytterligare 22 gånger.
Klubben spelade i The Football League från 1921 fram till 2008, då man flyttades ned till Conference National. Under alla år i ligan vann klubben sin division en gång – säsongen 1977/78 vann man Third Division. 
På hösten 2020 tog de två nordamerikanska skådespelarna Ryan Reynolds och Rob McElhenney, via sitt gemensamma företag RR McReynolds Company LLC, över ägandeskapet i klubben. Affären fick 98.6% röster från de 2000 medlemmar som utgör tidigare ägarna Wrexham Supporters Trust. I och med övertagandet producerades en dokumentär under namnet Welcome to Wrexham. Lite oväntat blev också klubben inkluderad i tv-spelet FIFA 22 under sektionen Övriga världen, som första klubb utanför det professionella ligasystemet i Storbritannien. I början av 2021, kort efter ägarbytet, utsågs skådespelaren Humphrey Ker till ny VD för klubben.

## Spelartrupp
| 1  | England | Arthur Okonkwo | 9 september 2001 | Arsenal (-24)         |
| 21 | Wales   | Danny Ward     | 22 juni 1993     | Leicester City (-25)  |
| 25 | England | Callum Burton  | 15 augusti 1996  | Plymouth Argyle (-24) |

| 3  | England     | Lewis Brunt      | 6 november 2000   | Leicester City (-24)    |
| 4  | England     | Max Cleworth     | 9 augusti 2002    | Wrexham AFC             |
| 5  | Irland      | Eoghan O'Connell | 13 augusti 1995   | Charlton Athletic (-23) |
| 6  | England     | Conor Coady      | 25 februari 1993  | Leicester City (-25)    |
| 13 | Nya Zeeland | Liberato Cacace  | 27 september 2000 | Empoli (-25)            |
| 17 | Gambia      | Jacob Mendy      | 27 december 1996  | Boreham Wood (-22)      |
| 22 | Irland      | Tom O'Connor     | 21 april 1999     | Burton Albion (-22)     |
| 24 | England     | Dan Scarr        | 24 december 1994  | Plymouth Argyle (-24)   |
| 34 | England     | Aaron James      | 30 juni 2005      | Wrexham AFC             |

| 7  | Irland  | James McClean   | 22 april 1989     | Wigan Athletic (-23)      |
| 8  | England | Andy Cannon     | 14 mars 1996      | Hull City (-22)           |
| 10 | England | Josh Windass    | 9 januari 1994    | Sheffield Wednesday (-25) |
| 12 | England | George Evans    | 13 december 1994  | Millwall (-23)            |
| 14 | England | George Thomason | 12 januari 2001   | Bolton Wanderers (-25)    |
| 15 | England | George Dobson   | 15 november 1997  | Charlton Athletic (-24)   |
| 20 | England | Oliver Rathbone | 10 oktober 1996   | Rotherham United (-24)    |
| 27 | England | Lewis O'Brien   | 14 oktober 1998   | Nottingham Forest (-25)   |
| 29 | England | Ryan Barnett    | 23 september 1999 | Solihull Moors (-23)      |
| 37 | England | Matty James     | 22 juli 1991      | Bristol City (-24)        |
| 38 | England | Elliot Lee      | 16 december 1994  | Luton Town (-22)          |
| 45 | Wales   | Harry Ashfield  | 23 mars 2006      | Wrexham AFC               |
| 47 | England | Ryan Longman    | 6 november 2000   | Hull City (-25)           |

| 9  | Skottland | Ryan Hardie    | 17 mars 1997     | Plymouth Argyle (-25)  |
| 11 | England   | Jack Marriott  | 9 september 1994 | Fleetwood Town (-24)   |
| 16 | England   | Jay Rodriguez  | 29 juli 1989     | Burnley (-25)          |
| 19 | Wales     | Kieffer Moore  | 8 augusti 1992   | Sheffield United (-25) |
| 28 | England   | Sam Smith      | 8 mars 1998      | Reading (-25)          |
| 35 | England   | Ollie Palmer   | 21 januari 1992  | AFC Wimbledon (-22)    |
| 42 | England   | Callum Edwards | 22 juni 2006     | Wrexham AFC            |

Not: Spelare i kursiv stil är inlånade.

### Utlånade spelare
| Nr | Land    | Pos | Namn                                               |
| -- | ------- | --- | -------------------------------------------------- |
| —  | England | F   | Sebastian Revan (i Burton Albion till 31 maj 2026) |
| —  | England | A   | Paul Mullin (i Wigan Athletic till 31 maj 2026)    |

| Nr | Land    | Pos | Namn                                                  |
| -- | ------- | --- | ----------------------------------------------------- |
| —  | Gambia  | A   | Mo Faal (i Port Vale till 31 maj 2026)                |
| –  | England | A   | Jake Bickerstaff (i Cheltenham Town till 31 maj 2026) |

## Meriter

### Liga
- League One eller motsvarande (nivå 3): Mästare 1977/78
- National League eller motsvarande (nivå 5): Mästare 2022/23
- The Combination: Mästare 1900/01, 1901/02, 1902/03, 1904/05
- Welsh Senior League: Mästare 1894/95, 1895/96

### Cup
- EFL Trophy: Mästare 2004/05
- FA Trophy: Mästare 2012/13
- Welsh Cup: Mästare 1877/78, 1882/83, 1892/93, 1896/97, 1902/03, 1904/05, 1908/09, 1909/10, 1910/11, 1913/14, 1914/15, 1920/21, 1923/24, 1924/25, 1930/31, 1956/57, 1957/58, 1959/60, 1971/72, 1974/75, 1977/78, 1985/86, 1994/95
- FAW Premier Cup: Mästare 1997/98, 1999/00, 2000/01, 2002/03, 2003/04
- Supporters Direct Cup: Mästare 2015